# Veselská lada
Veselská lada je přírodní památka západně od obce Lomnice v okrese Brno-venkov. Důvodem ochrany je ojedinělá mozaika vegetačních formací a současného způsobu jejich obhospodařování.

## Fotogalerie

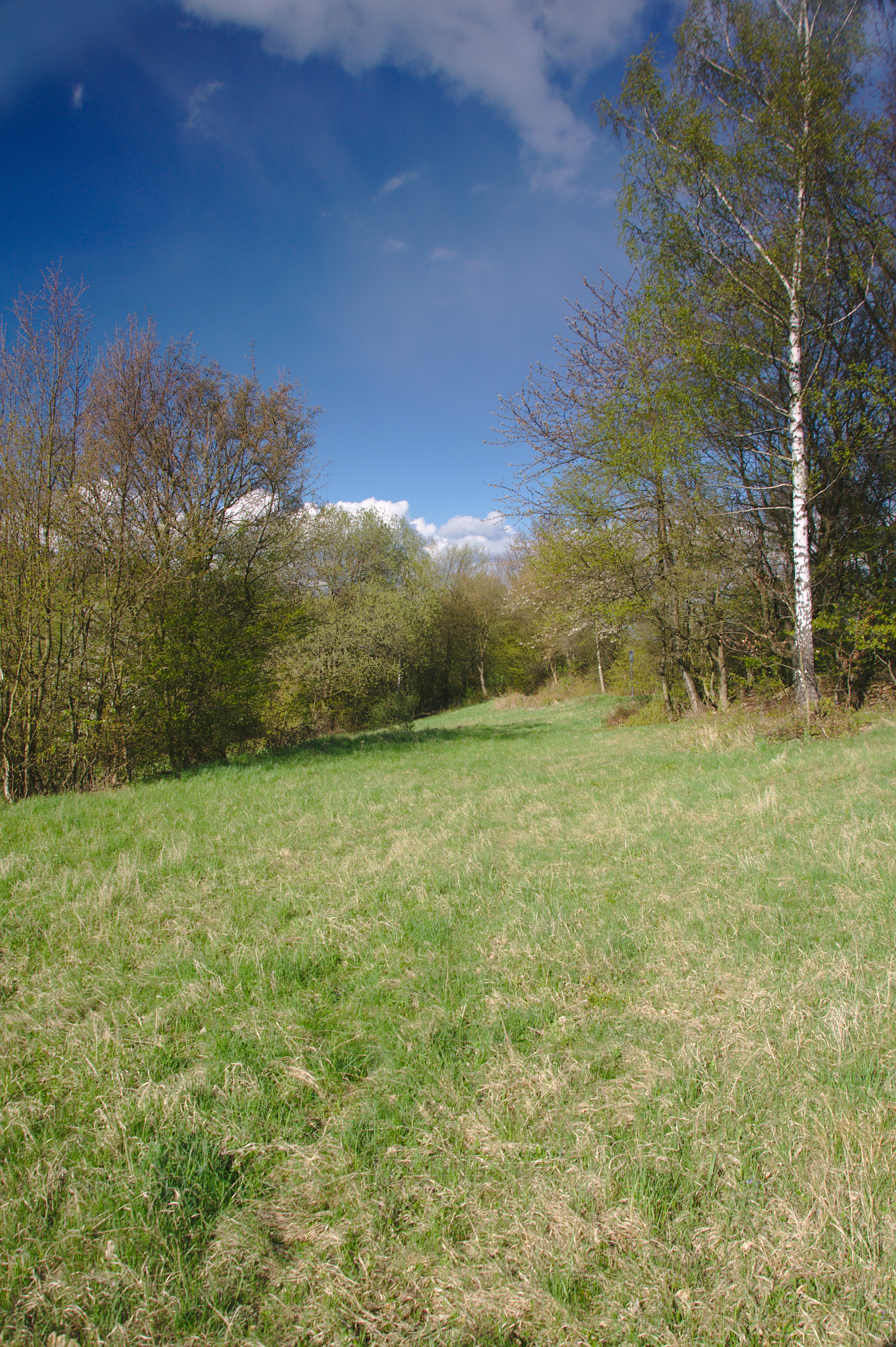
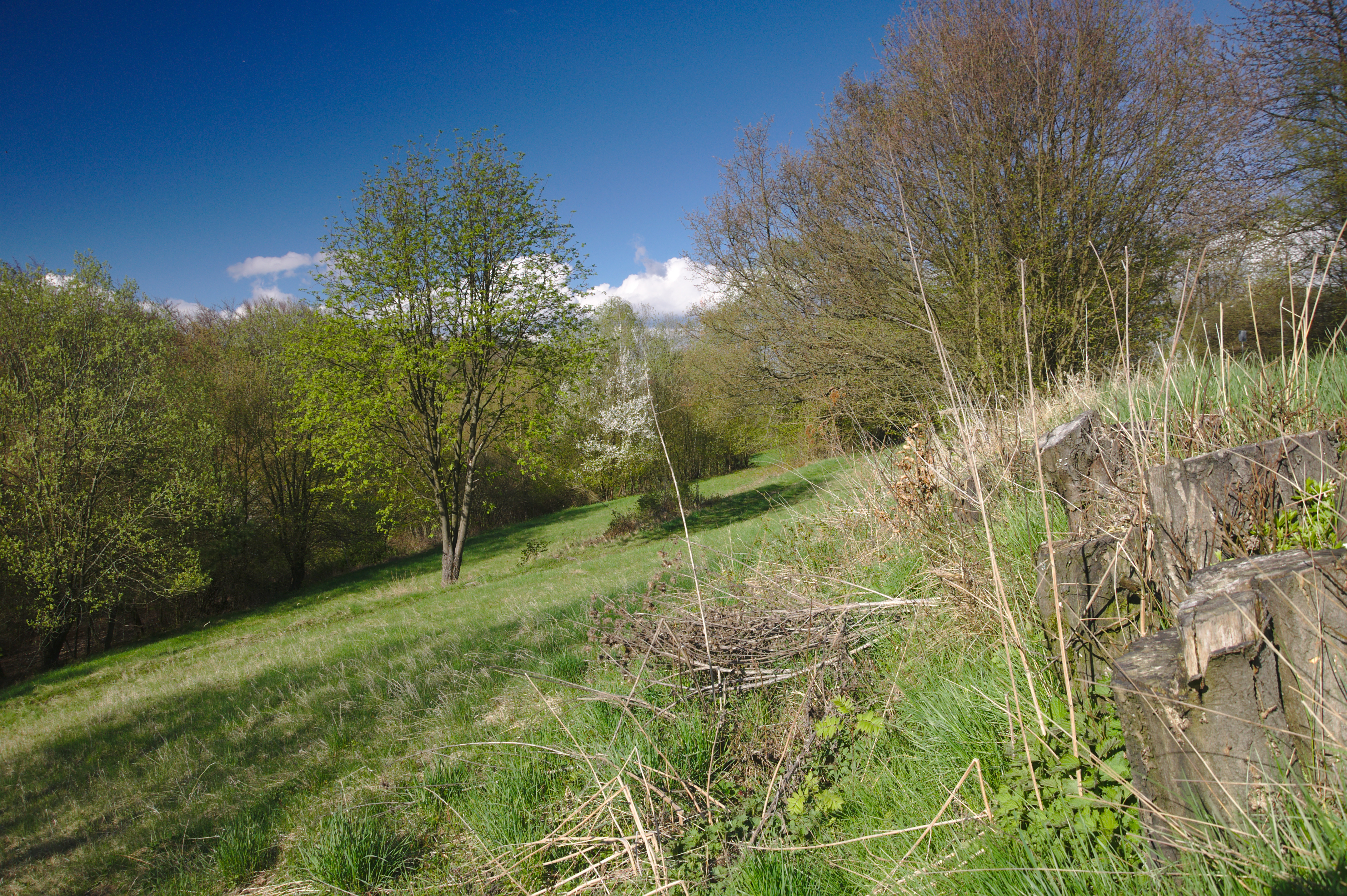
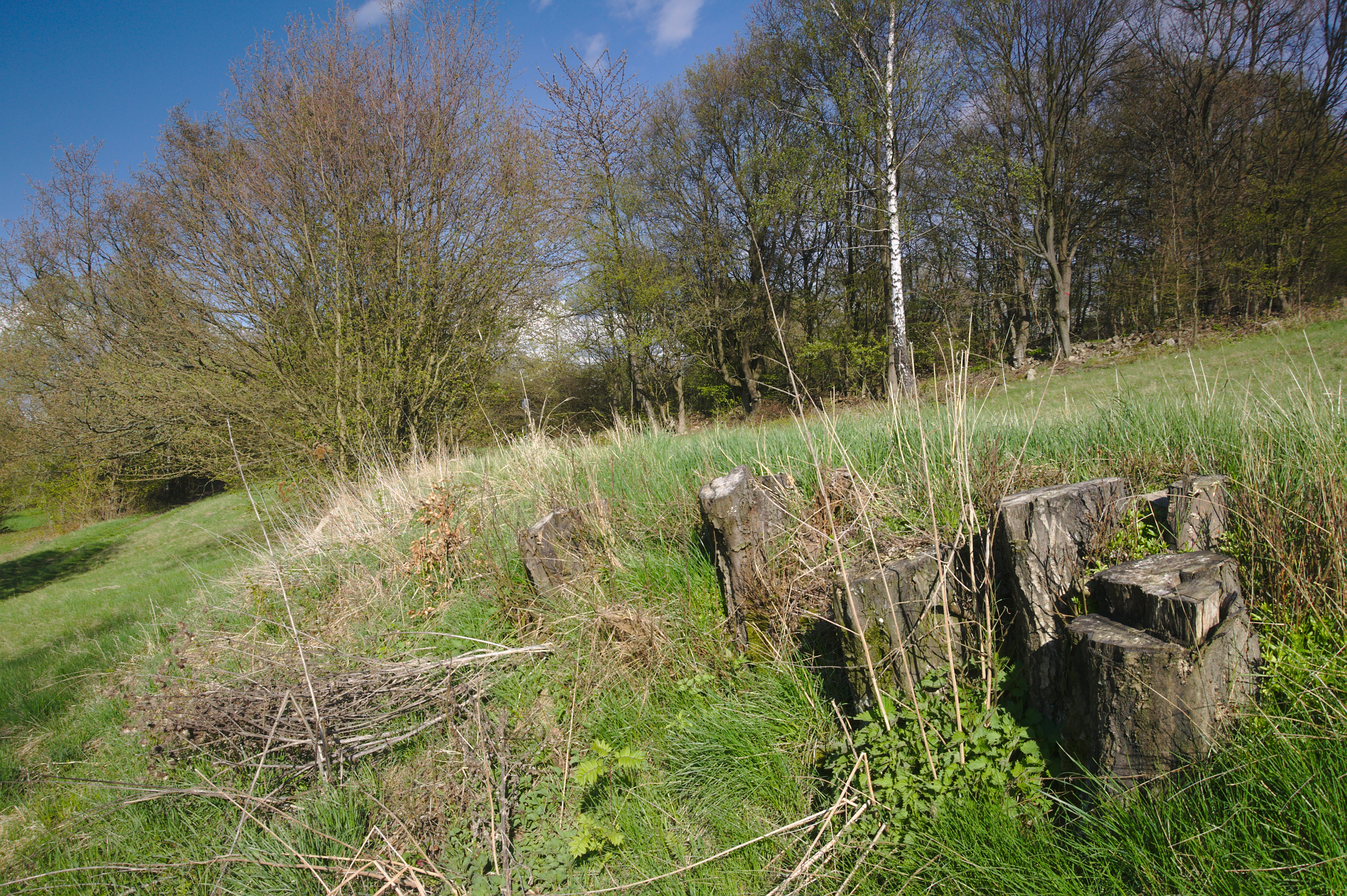
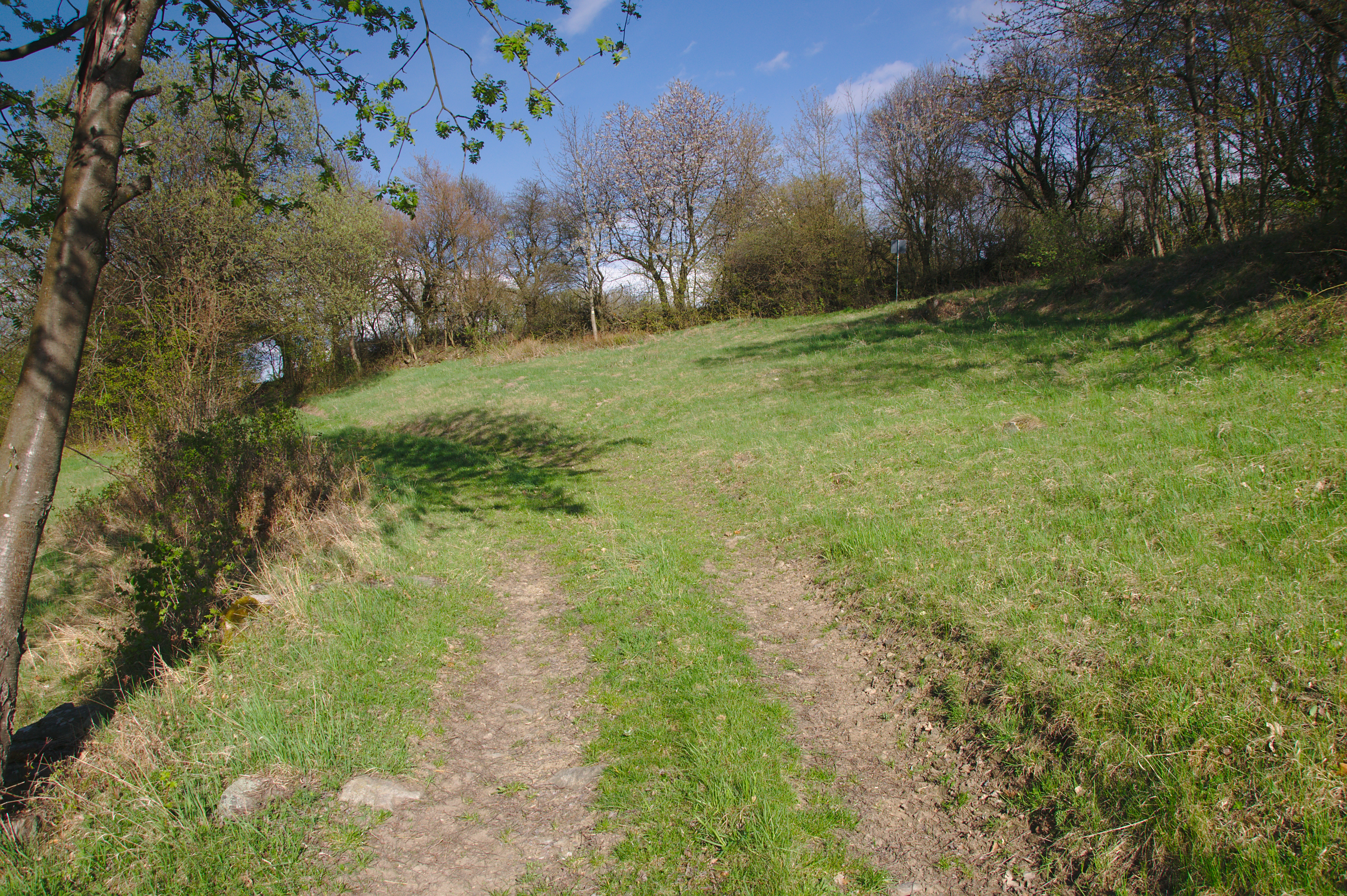
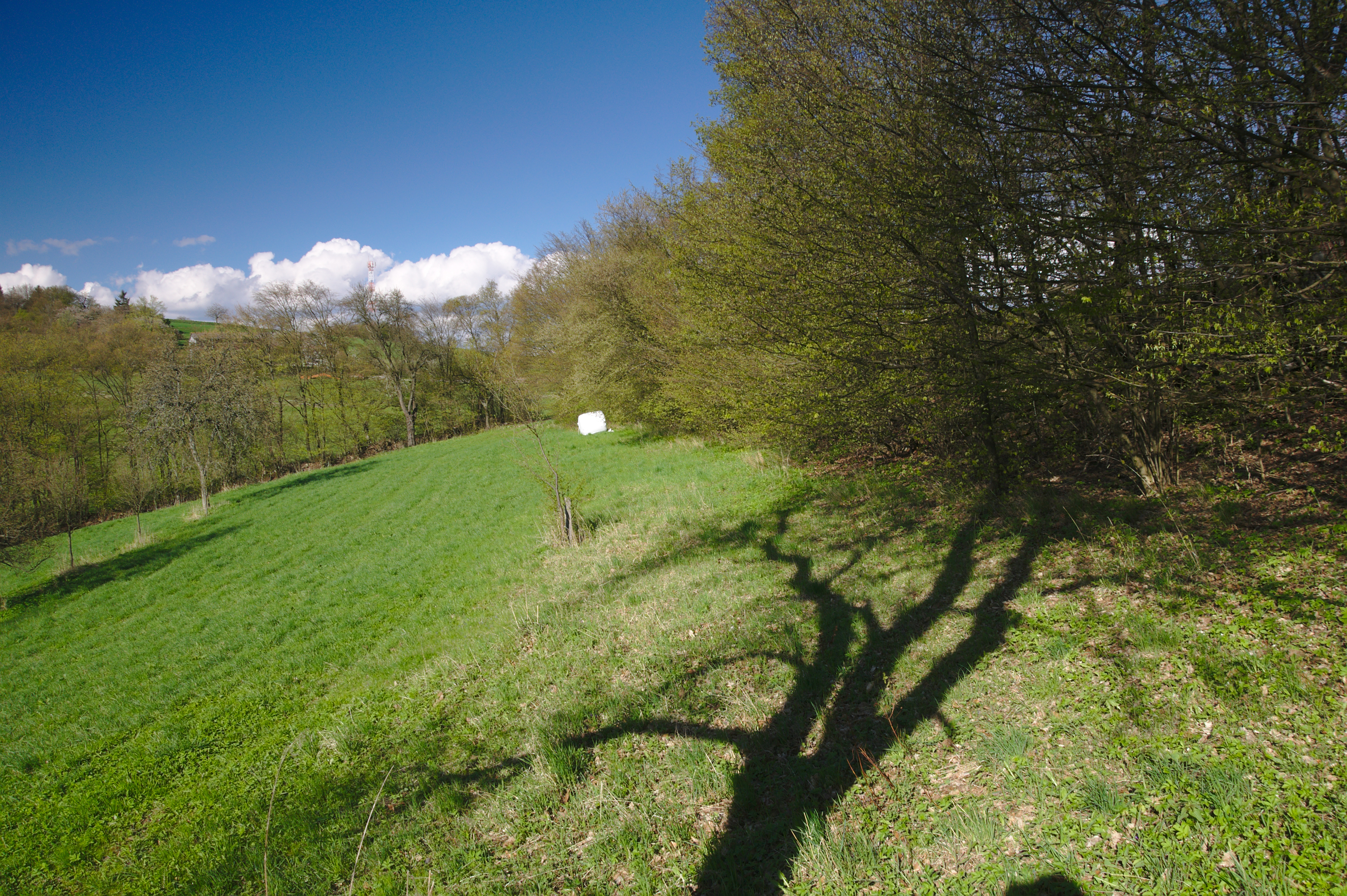